# ロックフェラー郡区 (ペンシルベニア州ノーサンバーランド郡)
ロックフェラー郡区（Rockefeller Township）は、アメリカ合衆国ペンシルベニア州ノーサンバーランド郡にある郡区である。2000年現在の人口は2,221人。

## 地理
アメリカ国勢調査局によると、ロックフェラー郡区の総面積は 53.4km2で、すべて陸地である。

## 人口
2000年の国勢調査によると、ロックフェラー郡区の人口は2,221人であり、836世帯、681家族が居住している。人口密度は 1平方キロメートルあたり41.6人である。868軒の家があり、1平方キロメートルあたり16.2軒の家が建っている。町の人種構成は、99.19%が白人、0.05%が黒人ないしアフリカ系アメリカ人、0.14%がアメリカ先住民、0.09%がアジア人、0.00%が太平洋諸島系、0.23%がその他の人種であり、0.32%は混血である。人口の0.23%はラテン系である。
全世帯の31.8%には18歳未満の子供が同居しており、73.3%は夫婦で一緒に生活している。5.6%は夫のいない女性が世帯主であり、18.5%は独身である。全世帯の14.7%は一人暮らしであり、6.9%が65歳以上である。平均世帯人数は2.66人、平均家族人数は2.94人である。
ロックフェラー郡区の人口は、22.8%が18歳未満、18歳以上24歳以下が5.9%、25歳以上44歳以下が30.1%、45歳以上64歳以下が28.0%、65歳以上が13.2%である。年齢の中央値は41歳である。女性100人に対して男性は99.6人であり、18歳以上の100人の女性に対して男性は97.9人である。
町の1世帯あたりの平均収入は42,212ドルであり、1家族あたりの平均収入は47,800ドルである。男性の平均収入が34,063ドルに対し、女性の平均収入は21,969ドルである。1人あたりの収入は19,004ドルである。人口の8.8%（全家族の8.1%）が極貧層である。18歳以下の住民の12.5%、65歳以上の住民の7.0%は貧しい生活を送っている。